# 18167 Buttani
18167 Buttani este un asteroid din centura principală de asteroizi.

## Descriere
18167 Buttani este un asteroid din centura principală de asteroizi. A fost descoperit pe 6 august 2000 la Valmeca la Observatorul Valmeca. Asteroidul prezintă o orbită caracterizată de o semiaxă mare de 2,77 ua, o excentricitate de 0,08 și o înclinație de 9,6° în raport cu ecliptica.